# (4903) Ichikawa
(4903) Ichikawa est un astéroïde de la ceinture principale.

## Description
(4903) Ichikawa est un astéroïde de la ceinture principale. Il fut découvert le 20 octobre 1989 à Kani par Yoshikane Mizuno et Toshimasa Furuta. Il présente une orbite caractérisée par un demi-grand axe de 3,15 UA, une excentricité de 0,18 et une inclinaison de 2,5° par rapport à l'écliptique.

## Compléments